# Sarah Clark
Sarah Clark (ur. 3 stycznia 1978) – brytyjska judoczka. Trzykrotna olimpijka. Zajęła szesnaste miejsce w Londynie 2012, osiemnaste w Pekinie 2008 i odpadła w eliminacjach w Atenach 2004. Walczyła w wadze półśredniej i lekkiej.
Siedemnasta na mistrzostwach świata w 2010; uczestniczka zawodów w 2005, 2007, 2009 i 2011. Startowała w Pucharze Świata w latach 1999–2009, 2011, 2013 i 2014. Mistrzyni igrzysk Wspólnoty Narodów w 2014 i druga w 2002, gdzie reprezentowała Szkocję. Złota medalistka mistrzostw Europy w 2006, srebrna w 2009, brązowa w 2004; piąta w 2007, 2008 i 2012, a także zdobyła srebrny medal w drużynie w 2002 roku. Zdobyła trzy medale na mistrzostwach Wspólnoty Narodów.

## Letnie Igrzyska Olimpijskie 2004
| Konkurencja | Eliminacje            | Repasaże             | Klas. końcowa |
| Konkurencja | Przeciwnik I          | Przeciwnik I         | Miejsce       |
| ----------- | --------------------- | -------------------- | ------------- |
| -63 kg      | Claudia Heill (AUT) P | Ronda Rousey (USA) P | 2 runda.      |

## Letnie Igrzyska Olimpijskie 2008
| Konkurencja | Eliminacje            | Klas. końcowa |
| Konkurencja | Przeciwnik I          | Miejsce       |
| ----------- | --------------------- | ------------- |
| -63 kg      | Claudia Heill (AUT) P | 18.           |

## Letnie Igrzyska Olimpijskie 2012
| Konkurencja | Eliminacje            | Klas. końcowa |
| Konkurencja | Przeciwnik I          | Miejsce       |
| ----------- | --------------------- | ------------- |
| -57 kg      | Automne Pavia (FRA) P | 16.           |